# دشمنان نزدیک (فیلم ۲۰۱۳)
دشمنان نزدیک (به انگلیسی: Enemies Closer) یا دشمنان طبیعی یک فیلم ویدئویی اکشن و دلهره‌آور کانادایی-آمریکایی محصول سال ۲۰۱۳ به کارگردانی پیتر هایمز با بازی ژان-کلود ون دام، تام اورت اسکات و اورلاندو جونز است. فیلم داستان یک نیروی دریایی سابق (با بازی تام اورت اسکات) را به تصویر می‌کشد که مجبور می‌شود با مردی انتقام جو (اورلاندو جونز) مقابله کند که سعی دارد او را بکشد ولی این دو مجبوراند تا جلوی یک جنایتکار بی رحم با بازی ون دام را بگیرد. این سومین همکاری کارگردانی هایمز با ون دام پس از پلیس زمان (۱۹۹۴) و مرگ ناگهانی (۱۹۹۵) است و اولین همکاری او در نقش هماورد محسوب می‌شود.
این فیلم در ۲۱ ژوئیه ۲۰۱۴ به صورت دی‌وی‌دی و دیسک بلوری در بریتانیا منتشر شد.

## پاسخ انتقادی
این فیلم بیشتر نقدهای مثبتی دریافت کرد. راتن تومیتوز بر اساس ۱۴ نقد، امتیاز ۷۹٪ را با میانگین امتیاز ۵٫۷ از ۱۰ و هنوز هیچ اتفاق نظری به این فیلم نداده‌است. در متاکریتیک بر اساس ۹ نقد، میانگین وزنی امتیاز ۴۹ از ۱۰۰ را به فیلم داده‌است که نشان دهنده نقدهای مختلط یا متوسط است.

## بازیگران
- ژان کلود ون دم در نقش زاندر (یک آدم‌کش حرفه‌ای)
- تام اورت اسکات در نقش هنری
- اورلاندو جونز در نقش کلی
- کریستوفر فن وارنبرگ در نقش فرانسوا
- زاخاری باخاروف درنقش سائول

## داستان
دو دشمن قسم خورده در دل جنگل‌های مرز آمریکا و کانادا در چنگال کارتل‌های مواد مخدر (به رهبری ژان کلود ون دام) گیر می‌افتند و باید با همکاری هم تلاش کنند تا جان سالم به در ببرند و …

## تولید
ژان کلود ون دام در اصل نقش شخصیت شرور را انتخاب نکرده بود، اما شخصیت پردازی زاندر به عنوان یک آدم‌کش عجیب و غریب، وراج، گیاه‌خوار، بشاش و مسلط به هنرهای رزمی و اسلحه توسط کارگردان پیتر هایمز پیشنهاد شد.
تصویربرداری اصلی در تابستان ۲۰۱۲ در بلغارستان طی چهار هفته انجام شد.